# Mellangärde

Mellangärdet ligger i magens nedre del.

Mellangärde, diafragma (klassisk grekiska: διάφραγμα, "mellangärde", "mellanvägg"), är en muskel i brösthålans botten på däggdjur. Mellangärdet är den viktigaste muskeln i andningsprocessen. Oönskade reflexsammandragningar i mellangärdet leder till hicka. Diafragman innerveras av mellangärdesnerven (nervus phrenicus) från nervplexat plexus cervicalis (halsflätan). Spänd diafragma gör att luften sugs in. Avslappnad diafragma gör att luften trycks ut. Förutom vid andning används mellangärdet även vid kräkning, urinering och exkrementering.

## Diafragmans anatomi
Den så kallade regio diaphragmatica är golvet i brösthålan (cavitas thoracis). Den separerar thorax från bukhinnan (peritoneum). Under embryofasen utvecklas den i nacken och vandrar tillsammans med hjärtat ner i thorax och drar med sig nedre phrenicus.

### Centrum tendineum
Centrum tendineum är mittdelen som är placerad bakom det geometriska centrumet av diafragma. Den har en aponeurotisk senskida/membran som har till uppgift att förbinda de muskulära delarna till diafragman. Den liknar en treklöver: 
- Den bakre delen (Posterior) är den minsta
- Den högra delen (Dexter) är den största
- Den vänstra delen (Sinistra) är av mellanstorlek

Där den högra delen möter den bakre finns ostium VCI. Detta är en hård oelastisk ring. Dess oelasticitet gör att dess storlek inte kommer att påverkas när diafragman dras ihop (kontraherar). Genom detta ostium går även en gren från n. phrenicus dx.

### Muskulära delar av diafragman
1. Pars lumbalis (medialcollum of the diaphragm/ crura dx et sin): Finns på båda sidor och dessa två muskulära delar har sitt ursprung på den anteriora ytan av L1-3. Crus sin är kortare än Crus dx. Dessa korsar varandra på mediallinjen och mellan dem skapar hiatus aorticus samt hiatus esophagus. Hiatus aorticus ligger innanför hiatus esophagus och har en aponeurotisk (senskida) sammansättning för att inte vara töjbar, medan hiatus esophagus är rent muskulär vilket kommer att ge den diafragmatiska avsmalningen på esophagus.
2. Pars intermedialis (accessor collum): Ligger lateralt om pars lumbalis och består av tunna muskelfasciklar, som har sitt ursprung på L2. I hålrummet mellan L1-2 (mellan pars lumbalis och pars intermedialis) går n. splanchnicus från thorax till abdomen.
3. Pars lateralis: Har sitt ursprung på två fibrotiska bågar:

a Mellan corpus vertebralis L1 till processus transversus = lig. arcuatum mediale.
b Mellan processus transversus L1-2 och den fria änden av costa 12 = Lig. arcuatum laterale.
1. Pars costalis: ursprung på mediala ytan av costa 7-12.
2. Pars sternalis: Den svagaste av dem.

Mellan pars lateralis och pars intermedius finns ett hålrum för vena lumbalis ascendens samt truncus sympaticus. Mellan pars lumbalis och pars costalis saknas muskulära fibrer vilket skapar ett triangulärt område med bas på costa 12 och topp på de ihopgående lumbala och costala muskulära fasiklar kallat ”triangle of bochdalek”.  Här kommer pleura parietalis och fascia endothoracica i direkt kontakt med retroperitonialrummet. 
Mellan pars costalis och pars sternalis har vi också en triangulär yta som inte är täckt av muskler. Den liknar ”triangle of bochdalek” men är smalare och kallas ”Hiatus of larrey”. Genom denna hiatus går oftast a. epigastrica superior från thorax till abdomen.
I pars sternalis finns ett tunt rum mellan dess högra och vänstra sida. Genom detta rum kan anteriora mediastinum kommunicera med det preperitoniala rummet. Detta rum saknar dock namn.
De två ytor av diafragman (sup. och inf.) täcks av en fascia som är väldigt hårt bunden till diafragman. Denna fascia har även kollagena fibrer som ökar resistansen och minskar rörelsen av diafragman under ventilation, samt elastiska fibrer som ökar kraften hos diafragmans kontraktion. Denna fascia är i nära kontakt med pleura och peritoneum och i nivå med hiatus aorticus samt ostium VCI skapar de en stark kontakt med adventitia hos blodkärlen.

### Artärer i regionen
Aa. phrenica sup et. inf.: ursprung från aorta. bildar en anastomos med grenar från a. intercostalis och a. mammaria interna

### Vener i regionen
Venerna i regionen dräneras i v. azygos-systemet och in i v. mammaria interna.

### Nerver
N. phrenicus: ursprung från plexus cervicalis C3-5. Båda nerverna delar sig till en anterior och en posterior gren när de når diafragman. På den vänstra sidan har vi även en lateral gren. Från de post. grenarna har vi r. phrenicoabdominalis som innerverar den inf. ytan av diafragman. Den kommer hit genom att passera ostium VCI samt hiatus esophagus.
Nervfibrerna från C3-C4: innerverar de främre samt bakre delarna.
Nervfibrer från C5: innerverar de posteriora delarna. 
Normalt når vänstra sidan av diafragman interkostalrum 4 vid inspiration och interkostalrum 5–6 vid expiration (detta på grund av levern). Dexter (patientens höger) sida av diafragman sitter 1–2 interkostalrum högre upp på grund av levern.

## Bilder

Diafragma (2).

### Webbkällor
- ”Mellangärde”. Svensk MeSH. Karolinska Institutet. https://mesh.kib.ki.se/term/D003964/diaphragm. Läst 18 september 2020.